# Isabela
La Izabela (шп. La Isabela) је naselje koje je na svom drugom putovanju u Ameriku 1493. godine podigao Kristofor Kolumbo. Nalazi se u provinciji Puerto Plata u današnjoj Dominikanskoj Republici. Nazvano je po kraljici Izabeli I od Kastilje. Podignuto je neposredno nakon što su prvu evropsku koloniju u Novom svijetu La Navidad potpuno uništili domoroci predvođeni kasikom Kaonaboom. La Izabela je podignuta u želji za traženjem plemenitih metala. Nakon što je nešto zlata pronađeno, Kolumbo je porobio domoroce. Novo naselje bilo je pogođeno sa dva sjevernoatlantska uragana, 1494. i 1495. godine. Glad i bolesti uskoro su dovele do pobuna, razočarenja i kazni. Deo kolonista se hteo potajno vratiti u Španiju. La Izabela gdje je podignuta prva crkva u Novom svijetu jedva se održala do 1496, kad ju je Kolumbo odlučio napustiti u korist novog naselja, današnjeg Santo Dominga.

## Istorija kolonije
Kolonisti su izgradili kuće, drvarnicu, rimokatoličku crkvu i veliku kuću za Kolumba. On je iz Španije doveo više od hiljadu ljudi: mornare, vojnike, tesare, zidare, sveštenike, plemiće itd. U Novi svijet su dovedeni konji, domaće svinje, pšenica, šećerna trska i pištolji. Nehotice su doneseni i pacovi i bakterije. Naselje je zauzelo više od dva hektara. U martu 1494. Kolumbo je sa domorocima u planinama Hispaniole počeo da traži zlato. Manje količine su i pronađene. U junu 1495. uragan je pogodio ostrvo. Domoroci su se povukli u planine, dok su Španci ostali u koloniji. Potopljeno je nekoliko brodova, a mulj iz rijeka podigao je nivo mora. U pećinama ostrva gdje su se možda domoroci sakrili sačuvani su prikazi biljaka, životinja, ljudi, bradatih lica i jedrenjaka.
U novim ekspedicijama nađene su velike količine zlata. To je dovelo do porobljavanja najmanje 1.600 domorodaca Taíno. Mnogi su odvedeni u Španiju kao robovi, dok su ostali bili prisiljeni da teško rade na iskopavanju zlata i kasnije na plantažama (encomiendas). Nametnut je porez svim domorocima starijim od četrnaest godina. Morali su da donesu propisanu količinu zlata. Tada počinje tragedija američkih domorodaca. Kolumbo je zarobljavao domoroce i tražio zlato. Mnogi su umrli na brodu. U pokrajini Cicao na Haitiju, gdje su on i njegovi ljudi mislili da postoje ogromna zlatna polja, naredili su svim domorocima da svaka tri mjeseca donisu određenu količinu zlata za što bi dobili bakrena obilježja. Onima koji nemaju bakrenog znaka odsijecali su ruke i iskrvarili bi do smrti. Domoroci su dobili nemoguć zadatak, jer je jedino zlato na toj teritoriji bio zlatni prah iz potoka. Stoga su izvršavali samoubistva otrovom od kasave, ubijali odojčad kako bi ih spasili od Španaca te bježali i obično bili uhapšeni uz pomoć pasa. U dvije godine je iz navedenih razloga umrla polovina od 250.000 domorodaca. Kada je postalo jasno kako zlata više nema, domoroce su prisiljavani da divljačkim ritmom rade na imanjima. Do 1515. ostalo je možda 50.000 domorodaca, 1550. 500-tinjak, a izvještaj iz 1650. pokazuje kako nijedan od prvobitnih Aravačana i njihovih potomaka nije ostao na ostrvu.

Samo naselje La Izabela nije zaživjelo. Kolonisti su živjeli hraneći se malim količinama pšenice, slanine i pasulja. Postali su gladni i očajni. Masovno su umirali od skorbuta i gripa. Naselje je do 1498. posve napušteno, a Kolumbo se oštećenog imidža vratio u Španiju. Domoroci su prošli još gore. Ubistva, ropstvo i bolesti izbrisali su ih unutar jedne generacije, iako je prvi susret sa njima bio miroljubiv i Kolumbo ih je na prvom putovanju opisao kao najdobrodušnije ljude na svijetu.

## Literatura
- Antonio de Herrera y Tordesillas (1601—1615), Historia general de los hechos de los Castellanos en las islas y tierra firme del Mar Oceano [General History of the deeds of the Castilians on the Islands and Mainland of the Ocean Sea], Madrid.
- Chiarelli, B. & Luna Calderón, F. (1987), „The excavations of La Isabela, the first European city of the New World”, International Journal of Anthropology, 2 (3): 199—210, doi:10.1007/BF02442230
- Boscolo, A. (1987), „Christopher Columbus and La Isabela”, International Journal of Anthropology, 2 (3): 211—214, doi:10.1007/BF02442231
- Deagan, Kathleen A. & Cruxent, Jose (2002), Archaeology at La Isabela: America's First European Town, New Haven: Yale University Press
- Deagan, Kathleen A. & Cruxent, Jose (2002), Columbus's Outpost Among the Taínos: Spain and America at La Isabela, 1493-1498, New Haven: Yale University Press